# Peter Louis Cakü
Peter Louis Cakü (* 23. März 1952 in Nali; † 20. Februar 2020 in Kengtung) war ein myanmarischer Geistlicher und römisch-katholischer Bischof von Kengtung. 

## Leben
Peter Louis Cakü studierte Philosophie und Theologie im Diözesanseminar, dann im Hauptseminar von Rangun. Er empfing am 4. April 1982 die Priesterweihe.
Papst Johannes Paul II. ernannte ihn am 20. Mai 1997 zum Weihbischof in Kengtung und Titularbischof von Abidda (bis 2001). Die Bischofsweihe spendete ihm der Apostolische Nuntius in Thailand, Singapur und Kambodscha und Apostolische Delegat in Myanmar, Laos und Malaysia, Erzbischof Luigi Bressan, am 8. Dezember desselben Jahres; Mitkonsekratoren waren Abraham Than, Bischof von Kengtung, und Alphonse U Than Aung, Erzbischof von Mandalay. 
Am 2. Oktober 2001 wurde er zum Bischof von Kengtung ernannt. Dieses Amt hatte er bis zu seinem Tod im Jahr 2020 inne.